# Bordeira
Bordeira é uma povoação portuguesa sede da Freguesia de Bordeira do Município de Aljezur, freguesia com 79,87 km² de área e 370 habitantes (censo de 2021), tendo, por isso, uma densidade populacional de 4,6 hab./km², o que lhe permite ser classificada como uma Área de Baixa Densidade (portaria 1467-A/2001)..
Carrapateira é uma localidade da freguesia.

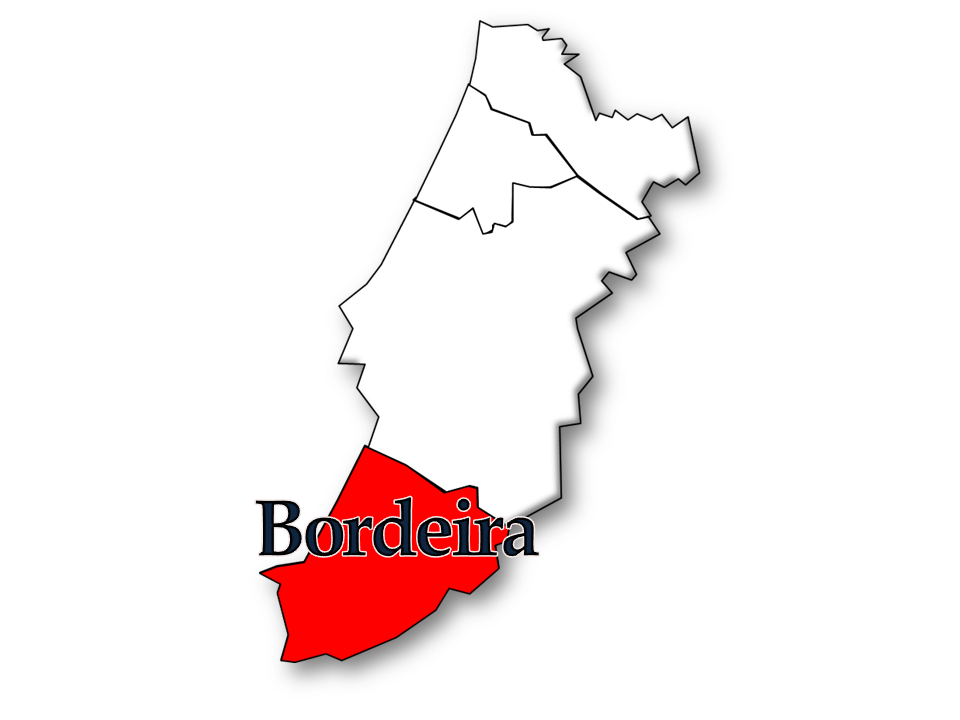
Localização da Freguesia de Bordeira no Município de Aljezur

## Demografia
A população registada nos censos foi:
| Distribuição da População por Grupos Etários | Distribuição da População por Grupos Etários | Distribuição da População por Grupos Etários | Distribuição da População por Grupos Etários | Distribuição da População por Grupos Etários |
| -------------------------------------------- | -------------------------------------------- | -------------------------------------------- | -------------------------------------------- | -------------------------------------------- |
| Ano                                          | 0-14 Anos                                    | 15-24 Anos                                   | 25-64 Anos                                   | > 65 Anos                                    |
| 2001                                         | 49                                           | 45                                           | 233                                          | 165                                          |
| 2011                                         | 45                                           | 25                                           | 210                                          | 152                                          |
| 2021                                         | 38                                           | 28                                           | 191                                          | 113                                          |

## Património
- Forte da Carrapateira, incluindo a Igreja Matriz
- Museu do Mar e da Terra da Carrapateira
- Povoado Islâmico da Ponta do Castelo